# Piper kimpitirikianum
Piper kimpitirikianum är en pepparväxtart som beskrevs av William Trelease. Piper kimpitirikianum ingår i släktet Piper och familjen pepparväxter. Inga underarter finns listade i Catalogue of Life.